# Гульдала
Гульдала́ (каз. Гүлдала) — село у складі Талгарського району Алматинської області Казахстану. Адміністративний центр Гульдалинського сільського округу.
До 1999 року село називалось Красне Поле.
Населення — 9041 особа (2021; 7104 у 2009, 5382 у 1999, 4796 у 1989).